# Museo Ampère
El museo Ampère es un museo de ciencia especializado en la historia y aplicaciones de la electricidad dedicado a André-Marie Ampère (1775-1836). El museo, ubicado en la periferia de la ciudad de Lyon, en la comuna de Poleymieux-au-Mont-d'Or, está instalado en la casa donde  André-Marie Ampère pasó una parte de su juventud. El Ministerio de Cultura le atribuyó en 2013 el certificado de Casa de los Ilustres.
En 1928, la antigua propiedad de Ampère se pone a la venta. En ese momento, aconsejados por Paul Janet, miembro de la Academia de Ciencias francesa, dos hermanos y hombres de negocios estadounidenses, Hernand y Sosthenes Behn, adquieren la antigua propiedad de la familia Ampère. En calidad de mecenas, donan la propiedad a la Sociedad francesa de los electricistas que a su vez la confía dos años más tarde a la Sociedad de Amigos de André-Marie Ampère que se ocupa de su gestión y desarrollo. El museo se inauguró el 1 de julio de 1931.

## Espacios
El museo está constituido por dos edificios con un total de once salas de exposición, comportando además una "sala de recepción". El museo ofrece audioguías en francés y en inglés para facilitar la visita. 
El museo comporta igualmente una sala, "El espacio Ampère", con 50 plazas, pudiendo acoger coloquios, reuniones o conferencias. 
El visitante encuentra maquetas que reproducen las experiencias fundamentales de electromagnetismo que habían sido realizadas por Ampère o por otros científicos de su tiempo como Hans Christian Ørsted o Michael Faraday. El público puede poner en funcionamiento las experiencias, encontrar explicaciones, complementos de información e iniciarse a través de la experiencia y de una manera lúdica a las leyes del electromagnetismo.  
En una de las salas se encuentran retratos, libros y manuscritos asociados a la familia Ampère: André-Marie Ampère (1775-1836), su padre Jean-Jacques (1733-1793) y su hijo Jean-Jacques-Antoine (1800-1864).  
Otras salas permiten recorrer la historia de la electricidad desde sus inicios hasta la producción de energías renovables con centrales eólicas, centrales fotovoltaicas, etc. 
La tienda del museo propone algunos libros y recuerdos.

## Certificaciones y Distinciones

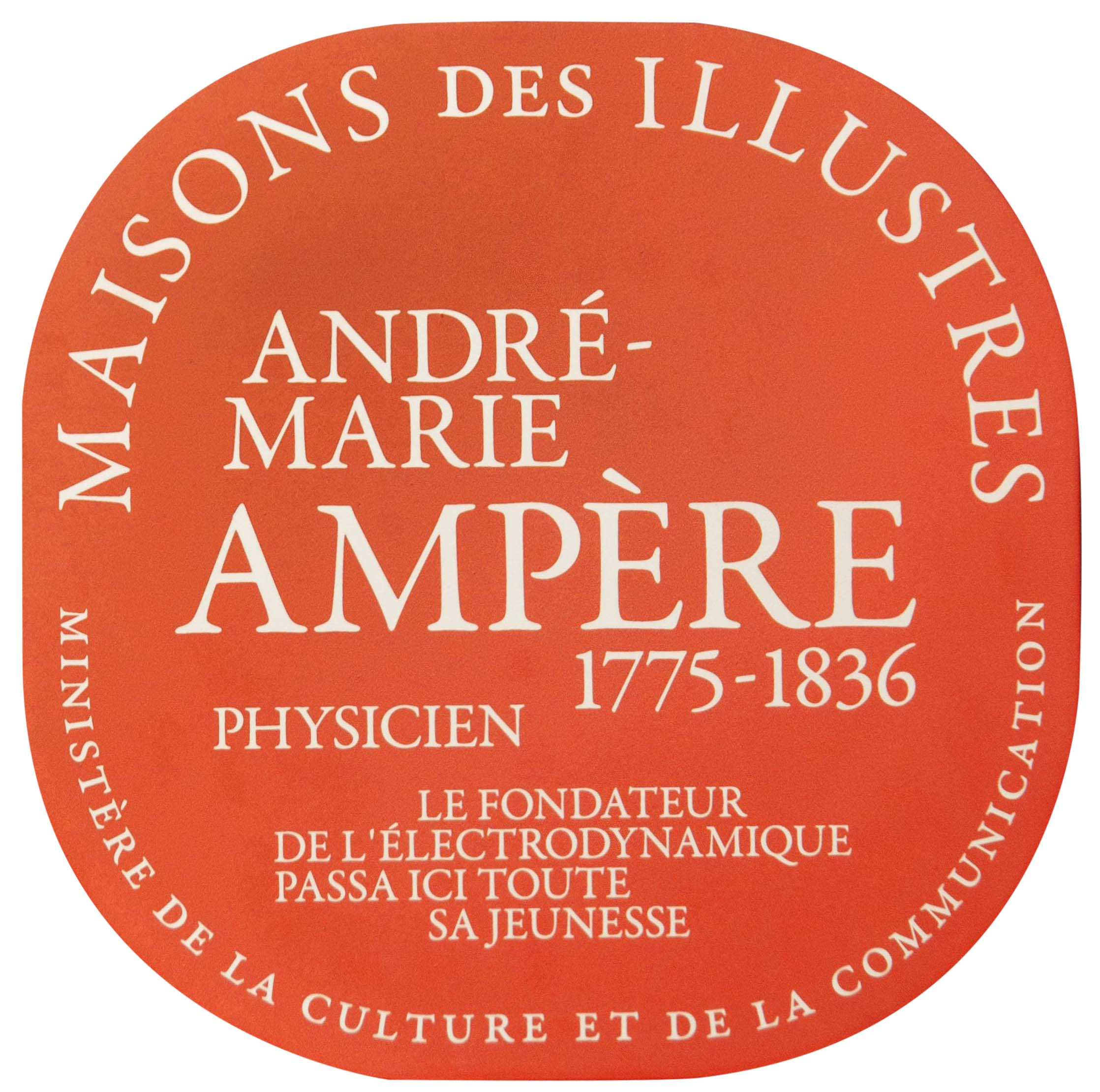
Placa de "Maison des Illustres".

Desde 2013, el Museo Ampère ha sido reconocido como una "Maison des illustres". Esta designación es otorgada por el Ministerio de Cultura.
La Sociedad de Amigos de André-Marie Ampère, que administra el museo, recibió la Medalla de Honor 2018 de la "Académie des sciences, belles-lettres et arts de Lyon" el 18 de diciembre de 2018.
Desde 2021, el Museo Ampère ha sido etiquetado como "EPS Historic site", un reconocimiento de ser un "sitio histórico de la física europea", otorgado por la European Physical Society.
En 2023, el Museo Ampère recibió la distinción del sello IEEE Historic Milestone. Se desvelaron dos placas conmemorativas que marcan el bicentenario de los descubrimientos de André-Marie Ampère en los campos de la electricidad y el magnetismo, una en el Collège de France (París) y otra en el Museo Ampère. El IEEE es una de las organizaciones profesionales más grandes del mundo.

## Ciencia y educación
El museo propone visitas asociados a proyectos pedagógicos de escuelas o institutos a los que propone talleres lúdicos e interactivos.